# 데니스 디크마이어
데니스 디크마이어(독일어: Dennis Diekmeier, 1989년 10월 20일 ~ )는 독일의 축구 선수로, 현 소속팀은 SV 잔트하우젠이다.